# Distretto di Shaoling
Il distretto di Shaoling (召陵区S, Shàolíng QūP) è un distretto della Cina, situato nella provincia di Henan e amministrato dalla prefettura di Luohe.